# Joël de Rosnay
Pour les articles homonymes, voir de Rosnay.
Joël Fromet de Rosnay, né le 12 juin 1937 à Curepipe (Île Maurice), est un scientifique, prospectiviste, conférencier et écrivain français d'origine mauricienne. Il est également un des pionniers de la pratique du surf en France.

## Biographie

### Origines et famille
Descendant d’une famille de planteurs de l’île Maurice (Fromet de Rosnay), Joël de Rosnay vit à Paris depuis 1945.
Il est le fils du peintre franco-mauricien Gaëtan de Rosnay (1912-1992) et de Natacha Koltchine (née à Saint-Pétersbourg en 1914, fuyant la révolution russe et arrivée à Biarritz dans les années 1920, morte à Sens en 2005), et le frère de Zina Dotézac et d'Arnaud de Rosnay. Joël de Rosnay est marié à Stella Jebb, fille de lord Gladwyn, ancien secrétaire général de l'ONU par intérim et ambassadeur britannique à Paris de 1954 à 1960. Il est le père de Tatiana de Rosnay, écrivaine, de Cécilia de Vaucleroy, consultante en conception de produit, et d'Alexis de Rosnay, directeur de société financière basé à Londres,.

### Présentation
Titulaire d'un doctorat ès sciences, réalisé dans les domaines de la chimie organique et prébiotique, il fut chercheur enseignant au MIT et directeur des applications de la Recherche à l’institut Pasteur.
Élu « Personnalité de l’économie numérique 2012 » (par l’ACSEL) c'est une personnalité médiatisée, vulgarisateur scientifique en particulier de la théorie des systèmes (ou systémique), qui publie entre autres Le Macroscope (1975), L'homme symbiotique (1995), Je cherche à comprendre... (2016) et qui a animé la chronique scientifique Les Rendez-Vous du Futur sur Europe 1 de 1987 à 1995.
Il est conseiller honoraire de Bruno Maquart, le président d'Universcience (Cité des sciences et de l'industrie et Palais de la découverte). Il a été conseiller du Premier ministre de la république de Maurice, Navin Ramgoolam, sur le développement durable de 2007 à 2014.
Il précise son « approche de scientifique agnostique » : « Arrivé à un stade de ma vie et de mon expérience qui m'engage à prendre un certain recul, je voudrais témoigner [...] d'un certain sentiment de spiritualité, sans connotation religieuse, qui a émergé de mes recherches pour comprendre l'ordre caché des choses et le sens secret de la nature [...], de formes d'une extrême diversité et d'une grande beauté. ».

## Carrière et travaux de recherche

### Origines du vivant
Après sa thèse de doctorat d'État ès sciences à l’Institut Pasteur, et sur les conseils du biologiste Jacques Monod, Joël de Rosnay quitte la France pour un poste d’enseignant-chercheur en biochimie et en informatique au Massachusetts Institute of Technology (MIT) de 1967 à 1975 (Selon son site officiel, il y a été post-doc de 1967 à 1971 ). Formé par le Pr Cyrus Levinthal (en), il deviendra l’un des pionniers de l’étude et la conception de molécules par ordinateur (« Molecular graphics (en) »). En 1969, il obtient également un diplôme de management à la Sloan School du MIT (Industrial Dynamics).
C’est également aux États-Unis qu’il découvre le réseau ARPANET (Advanced Research Projects Agency Network, ancêtre d’Internet) créé par le département de la Défense américain. Entre 1968 et 1974, il est nommé attaché scientifique auprès de l'ambassade de France aux États-Unis par le physicien théoricien Maurice Lévy. Il rédige alors un rapport intitulé « La Route 128 et les transferts de technologie dans la région de Boston », l'équivalent de la Silicon Valley sur la côte Est des États-Unis.
De 1975 à 1984, à son retour des États-Unis, il devient directeur scientifique à la SEDE, Société Européenne pour le Développement des Entreprises (société de capital risque), où il fait l’apprentissage du monde des affaires et du management. De retour à l'Institut Pasteur de Paris, il est nommé successivement directeur du développement et des relations extérieures, puis directeur des applications de la recherche. Sous la direction de Jacques Monod, directeur de l’Institut, il doit mettre en relation le monde de la recherche et l’industrie. Son action contribuera à engager l’Institut Pasteur dans le domaine des biotechnologies.
En 1994, il fonde avec Carlo Revelli, Cybion, une société de conseil en intelligence économique et concurrentielle, qui en 2005 lance le site participatif AgoraVox, puis SportVox, Naturavox, Carevox, et EducaVox. L’aventure AgoraVox inspire son livre La révolte du Pronétariat (« Pronétariat » : mot-valise formé de prolétariat et internet), écrit en 2006 en collaboration avec Carlo Revelli. Il y développe la notion d'une nouvelle économie numérique et d'outils pronétaires (passage à une économie collaborative de la recommandation).
Délégué à l’action prospective auprès du physicien Maurice Lévy, alors président de la Cité des sciences et de l'industrie de La Villette, il est nommé directeur de la prospective et de l’évaluation en 1995, et depuis juillet 2002, conseiller de la présidence de la Cité des sciences et de l'industrie, sur les sujets d'évolutions scientifiques, techniques, sociales, et les nouvelles technologies.
En plus de ces activités, Joël de Rosnay est président exécutif de Biotics International, société de conseil stratégique en matière de nouvelles technologies, d’approche systémique appliquée à la prospective et à l'éducation dans les secteurs de l’Internet et des biotechnologies.

### Systémique
Théorisée dans les années 1960 en même temps que l’informatique se développait, l’approche systémique s’appuie sur les découvertes réalisées dans d’autres disciplines : la cybernétique, la théorie de l'information, la biologie, l'écologie, l'économie, l'anthropologie, etc. Joël de Rosnay en propose une modélisation dans Le Macroscope (1975), dans le cadre d’une approche globale (corps humain, entreprise, société, écosystème, etc.).
Il a été influencé par l’École de Palo Alto fondée au début des années 1950 par Gregory Bateson, chercheur en science de la communication, cybernétique et psychologie, et par les travaux du biologiste Ludwig von Bertalanffy. Joël de Rosnay figure parmi les premiers en France, avant même d’avoir intégré le « Groupe des dix », à avoir contribué à faire connaître la théorie générale des systèmes (General System Theory). Avec le Pr Henri Laborit au sein de ce groupe, il va développer l’approche systémique et faire le lien entre systémique, cybernétique et biologie moléculaire. Sur les traces de l’auteur de L'Homme et la ville (1971) qui étudie la ville en tant que système, Joël de Rosnay propose dans son livre Le Macroscope d’observer l’infiniment complexe grâce à l’analyse systémique, qu’il appliquera également à la prospective et à l'éducation. Il prédit l'entrée dans la civilisation numérique par la cyberdémocratie et l'écosocialisme, une rupture de civilisation, qu’il développe dans le chapitre « Notes de voyage en écosocialisme », et dans le chapitre « Vers la société en temps réel », annonce une révolution sociétale alors que la micro-informatique en est à ses balbutiements. Sans le nommer, il aura l'intuition de l'apparition d'Internet : un système interconnecté, planétaire, reliant les cerveaux des hommes et les ordinateurs. Aujourd’hui, il prédit la révolution de l’écomobilité, avec l’Internet de l’énergie (EnerNet) le partage de l’énergie en peer-to-peer sur le modèle du partage d’information sur les réseaux.
En 1971, Joël de Rosnay rejoint le Groupe des dix à l’invitation de Jacques Robin et d'Henri Laborit. Créé en 1966, à l’issue d’un colloque entre biologistes, sociologues, et philosophes, Robert Buron, Henri Laborit, Edgar Morin et Jacques Robin décidèrent de créer un groupe de réflexion qui prit ce nom de « Groupe des dix ». Rapidement rejoint par Jacques Attali et René Passet, ce groupe transdisciplinaire visera à mieux comprendre et cerner les rapports entre les sciences et les techniques d’un côté, la culture et la politique de l’autre.

### Vulgarisation
Joël de Rosnay publie son premier livre intitulé Les origines de la vie en 1966. En plus de ses autres fonctions, il écrit régulièrement dans le mensuel français La Recherche et publie des ouvrages de vulgarisation scientifique et de prospective : Le Macroscope et La Malbouffe. À partir des années 1980, il prône l'évolution d'un environnement intelligent interactif avec de nouvelles interfaces bio-électroniques. En 1981, il crée le terme de « biotique » pour illustrer le mariage de la biologie et de l’informatique. Dans Biotechnologies et bio-industries (1979) il prédit l’essor de l’application des sciences du vivant à l’industrie. Dans Branchez-vous (1984) la révolution du micro-ordinateur personnel et dans Le cerveau planétaire (1986), l’apparition d’un « système nerveux » mondial.
Il commet toutefois une erreur majeure en 1985 en déclarant que l'usage de la ciclosporine va s'imposer pour traiter les cas de sida, erreur répétée dans au moins la première édition de son livre Le Macroscope.
De 1987 à 1995, il est chroniqueur scientifique à Europe 1. En 1991, plus de 200 de ces « Rendez-vous du Futur » diffusés en direct sur Europe 1 seront rassemblés dans un ouvrage qui porte le nom de l'émission.
En plus de ses livres de vulgarisation scientifique, il est l’auteur de l’exposition « Les défis du vivant » (1999-2001) à la Cité des sciences et de l'industrie et du spectacle multimédia « Les bionautes, voyage au centre de la vie » (1989) sur l’exploration de la cellule vivante, pour le Planétarium de la Cité des sciences et de l'industrie.
Au nom de Biotics international, Joël de Rosnay participe à diverses émissions de télévision et débats (informatique et Internet, biologie, santé et vieillissement, environnement et énergie, nanotechnologies, systémique et management de la complexité, gestion du temps et de l’information, etc.). La révolution des biotechnologies lui inspirera de nouveaux livres de vulgarisation scientifique, notamment 2020 : Les scénarios du futur - Comprendre le monde qui vient (2008) ou Et l’Homme créa la vie - La folle aventure des architectes et des bricoleurs du vivant (2010). Joël de Rosnay est également l’un des fondateurs de la technopole Izarbel de Bidart et parraine des promotions d’étudiants de l’ESTIA (école d’ingénieurs de cette technopole).

### Technologie humaniste
Joël de Rosnay consacre son temps à trois activités complémentaires : recherche, industrie, vulgarisation scientifique. À travers ses livres et ses conférences, il expose comment la cybernétique et la systémique peuvent aider à mieux comprendre le management des systèmes complexes. Il vulgarise auprès du public les nouvelles technologies, les découvertes et les innovations, promeut la culture scientifique et technique, et cherche à favoriser les convergences entre secteurs scientifiques et techniques.
En tant que président exécutif de Biotics international, Joël de Rosnay intervient comme conférencier pour des organismes publics et des grandes entreprises françaises et internationales, et participe également à divers colloques, dont les forums de la Cité de la réussite à Paris où il intervient depuis la première édition en 1989, ou encore le Forum Changer d’Ère à la Cité des Sciences et de l'Industrie de Paris dont il est le parrain depuis l'origine (2013).
Davos Fellow depuis les années 1970, il est invité et conférencier au Forum économique mondial à Davos en Suisse, où se réunissent des dirigeants internationaux de l'économie, de l’industrie et la politique.
À travers son livre Le Macroscope en 1975, Joël de Rosnay a été parmi les premiers scientifiques à alerter les citoyens sur les risques d’un dérèglement climatique[réf. nécessaire]. En 1980, dans le cadre du Comité d’action pour le solaire (CAS), il a participé à la rédaction du Manifeste pour une France solaire.
En 2012 dans son livre, Surfer la vie, il annonce la naissance d’une nouvelle société fondée sur la transversalité, une société fluide. Le flux, la glisse et la métaphore du surf lui sont apparus comme le lien idéal pour passer des rapports de force et de l'égoïsme des individus et des nations, aux rapports de flux, à l'échange, au partage et à la solidarité de la société fluide en train de naître.

## Hygiène de vie
Joël de Rosnay publie avec son épouse Stella en 1979 La Malbouffe, un ouvrage destiné à démontrer l'importance de l'alimentation pour la santé.
Il évoque également dans son livre Une vie en plus : la longévité pour quoi faire ? coécrit en 2005 avec François de Closets, Jean-Louis Servan-Schreiber et Dominique Simonnet la possibilité de nous maintenir en bonne santé et de vieillir au-delà de cent ans si nous appliquons quelques grands principes de prévention. En 2018, dans La symphonie du vivant, il explique la nouvelle révolution en biologie qu'est l'épigénétique, en montrant comment notre comportement quotidien (ce que nous mangeons, l’exercice que nous pratiquons, notre résistance au stress, le style de vie que nous adoptons) inhibe ou stimule certains de nos gènes.

## Pratique sportive
En 1957, l'écrivain américain Peter Viertel, mari de Deborah Kerr accompagne sa femme à Biarritz où elle tourne Le soleil se lève aussi. Découvrant les vagues de la plage de Biarritz, il fait venir par avion des Etats-Unis des planches de surf. Il initie alors à ce sport inconnu en France quatre jeunes hommes : Jo Moraiz (1930-1999), Michel Barland, Jacky Rott (1932-2019) et Joël de Rosnay. Ce quatuor fera des émules.
Joël de Rosnay est sacré champion de France de surf en 1960, il a représenté la France aux championnats du monde en Australie en 1964 et au Pérou en 1965.
Joël de Rosnay pratique différents sports de glisse comme le ski, le hobie cat ou le surf. Il fait partie des « tontons surfeurs », les pionniers du surf en France.
Avec son frère Arnaud de Rosnay, il est également l'un des promoteurs du skateboard en France.
Son frère Arnaud de Rosnay, adepte des grandes traversées en solitaire en planche à voile, a disparu le 24 novembre 1984 en mer de Chine, alors qu'il traversait le détroit de Formose, entre la Chine et Taïwan. Sa belle-sœur Jenna de Rosnay, veuve d'Arnaud, est une championne de planche à voile.

## Œuvres

### Livres
- 1966 : Les Origines de la vie : de l’atome à la cellule, Collections Microcosme, Éditions du Seuil, 1966 (rééd. 1977 collection Points/Sciences, Le Seuil)  (ISBN 2-02-000216-7)
- 1975 : Le Macroscope : vers une vision globale, Éditions du Seuil, 1975, Prix de l'Académie des sciences morales et politiques 1975  (ISBN 978-2-02-004567-4)
- 1979 : La Malbouffe : comment se nourrir pour mieux vivre, avec Stella de Rosnay, Éditions Olivier Orban, 1979  (ISBN 978-2-02-005974-9)
- 1983 : Les Chemins de la vie, Éditions du Seuil, 1983  (ISBN 2-02-006-412-X)
- 1984 : Branchez-vous, avec Stella de Rosnay, Éditions Olivier Orban, 1984, Grand Prix de la littérature Micro-informatique Grand Public 1984  (ISBN 2-02-005-974-6 et 978-2-253-05567-9)
- 1986 : Le Cerveau planétaire, Éditions Olivier Orban, 1986  (ISBN 2-020-09828-8)
- 1988 : L’Aventure du vivant, Éditions du Seuil, 1988  (ISBN 2-020-13511-6)
- 1989 : L’Avenir en direct , Éditions Fayard, 1989  (ISBN 978-2-213-02313-7)
- 1991 : Les Rendez-vous du futur, Éditions Fayard / Éditions no 1, 1991  (ISBN 2-86391-449-9)
- 1995 : L’Homme symbiotique - Regards sur le troisième millénaire, Éditions du Seuil, 1995  (ISBN 2-020-21714-7)
- 1996 : La Plus Belle Histoire du monde - Les Secrets de nos origines avec Hubert Reeves, Yves Coppens et Dominique Simonnet, Éditions du Seuil, 1996  (ISBN 978-2-02-026440-2)
- 2005 : Une vie en plus – la longévité pour quoi faire ?, avec François de Closets, Jean-Louis Servan-Schreiber et Dominique Simonnet, Éditions du Seuil, 2005  (ISBN 2-020-84315-3)
- 2006 : La Révolte du pronétariat, des mass media aux media des masses, Éditions Fayard, collection Transversales, 2006  (ISBN 2-213-62787-8)
- 2008 : 2020, les scénarios du futur, comprendre le monde qui vient 1re édition Des idées et des hommes,  (ISBN 978-2-35369-013-8) 2e édition, Éditions Fayard, 2008  (ISBN 978-2-213-63636-8)
- 2010 : Et l’homme créa la vie ; la folle aventure des architectes et des bricoleurs du vivant, Éditions LLL, 2010  (ISBN 978-2-918597-15-5)
- 2012 : Surfer la vie : comment sur-vivre dans la société fluide, Éditions LLL, 2012  (ISBN 2-918597-72-4)
- 2016 : Je cherche à comprendre : Les codes cachés de la nature, Paris, Éditions LLL, 2016, 164 p. (ISBN 9791020903952).
- 2018 : La symphonie du vivant : Comment l'épigénétique va changer votre vie, Éditions LLL, 2018  (ISBN 1020905891)
- 2020 : Petit éloge du surf, Éditions François Bourin, 2018  (ISBN 979-10-252-0491-7)

### Conférences
- 1994 : Éducation, Écologie et Approche Systémique[32]
- 1995 : Biologie et Informatique : Les perspectives de la Biotique[33]
- 1996 : Une approche systémique de l'énergie[34]
- 1998 : Innovation et réseaux : les nouvelles structures de la recherche[35]
- 1999 : Temps fractal et capital temps : de nouvelles manières de vivre le temps[36]
- 2000 : Les Matériaux intelligents[37]
- 2003 : Enseigner aujourd'hui ?[38]
- 2004 : Systémique, complexité et transdisciplinarités : Nouvelles méthodes, nouveaux outils[39]
- 2008 : Les Quatre Web, du 1.0 au 4.0[40]
- 2008 : L’Internet de 2030 : allié, Big Brother ?[41]
- 2008 : Les Artisans et Bricoleurs du numérique[42]
- 2008 : Nouvelles technologies, voyage et tourisme[43]
- 2010 : Qu’est ce que le "Symbionet" ?[44]
- 2011 : Fabriquer la vie dans les labos ?[45]
- 2011 : Cinq valeurs et cinq principes pour construire le futur[46]
- 2011 : L’Électronique ambiante : un danger pour la civilisation du numérique ?[47]
- 2012 : Du Mox au MIX : Le Mariage du numérique et de l’énergétique[48]
- 2012 : La Civilisation du numérique, promesses et défis pour l'homme et l'entreprise[49]
- 2012 : Forum International ICT[50]
- 2012 : Loir et Cher 2020[51]
- 2012 : Cité de la réussite 2012[52]
- 2012 : 3e rencontres Au doigt & à l’œil[53]
- 2013 : Vers un Internet de l'Énergie[54]
- 2013 : Une cyber-visite dans le musée du futur[55]
- 2013 : Mutants du numérique : du portable à l’intégrable[56]
- 2016 : Voyage vers le futur, mon entreprise en 2030[57]
- 2016 : Discours d’ouverture de l'Université du Numérique 2016[58]
- 2016 : Discours d’ouverture du Forum de l'Encadrement 2016[59]
- 2016 : Congrès FEHAP[60]
- 2017 : Entreprise du Futur 2017[61]
- 2017 : Le futur des professions intellectuelles[62]
- 2017 : Séminaire Business Partner[63]
- 2017 : Les Entretiens de Royaumont 2017[64]

### Chroniques
- De 1987 à 1995: Les Rendez-vous du Futur Chroniques de Joël de Rosnay sur la biologie, la communication, l'informatique, l'environnement, les matériaux nouveaux, diffusées sur la radio Europe 1
- De 2002 à 2003: Chroniques du site Swiss UP
- 2012: Joël de Rosnay et ses drôles de questions neuf chroniques vidéos sur différentes questions liées à la biologie présentées par Joël de Rosnay sur la webtélé Universcience.tv

### Filmographie
- Joël de Rosnay est intervenant dans le film documentaire Régénération réalisé par Alex Ferrini et sorti en 2018.